# Contea di Pottawatomie (Kansas)
La contea di Pottawatomie (in inglese Pottawatomie County) è una contea dello Stato del Kansas, negli Stati Uniti. La popolazione al censimento del 2000 era di 18 209 abitanti. Il capoluogo di contea è Westmoreland